# Fan Rapid
Die Fan Rapid ist eine Stromschnelle des Motu River in der Region Bay of Plenty auf der Nordinsel Neuseelands. Sie liegt unmittelbar stromaufwärts der Mündung des Mangatutara Stream in der Raukumara Range.